# Hrvatski pisci iz BiH, L
- Ladan, Tomislav (Ivanjica, Banja Luka, 25. lipnja 1932.). Književni kritičar, esejist, romanopisac, prevoditelj.
- Ladin, Ilija – Kozić, Ilija (Stratinska, Banja Luka, 19. srpnja 1929.). Pjesnik.
- Lasić, Miro (Mostar, 27. rujna 1930.). Pisac.
- Lasta, Petar (Sarajevo, 28. lipnja 1897. – Zagreb, 12. svibnja 1967.). Kritičar i književni povjesničar.
- Lastrić, Filip Oćevac (Oćevija, 1700. – Kraljeva Sutjeska, 9. travnja 1783.). Povjesničar i pisac.
- Lašvanin, Nikola (Dolac kod Travnika, 1703. – Jajce, 21. rujna 1750.). Ljetopisac.
- Lekušić, Marijan (Mostar, oko 1685. – Šibenik, 12. siječnja 1742.). Pisac.
- Lepušić, Ivan (Zagreb, 10. ožujka 1855. – Apatovac kod Križevaca, 24. kolovoza 1960.). Pisac.
- Lešić, Josip (Zrenjanin, 1929. – Novi Sad, 25. svibnja 1993.). Književni povjesničar, teatrolog, kazališni, filmski i tv redatelj.
- Lešić, Zdenko (Ugljan, Zadar, 2. siječnja 1934.). Književni povjesničar i teoretičar i prevoditelj s engleskoga jezika.
- Lončar, Mate (Vinjani, Posušje, 30. srpnja 1938.). Književni povjesničar i esejist.
- Lončar, Umberto – Lončar, Jerko (Vinjani, Posušje, 15. lipnja 1922.). Pjesnik.
- Lončar, Vlado (Vinjani, Posušje, 13. kolovoza 1944.). Pjesnik.
- Lovrenović, Ivan (Zagreb, 18. travnja 1943.). Pjesnik, romanopisac, književni kritičar i esejist, istraživač kulturne prošlosti Bosne i Hercegovine, publicist.
- Lovrić, Ante (Bos. Gradiška, 1873. – Sarajevo, 28. siječnja 1935.). Književni povjesničar i slavist.
- Lozić, Vlade (Vinica, Tomislav Grad, 11. siječnja 1950.). Pjesnik.
- Luburić, Mile (Gornji Radišići, Ljubuški, 1958. – 1975.). Pjesnik.
- Lucić, Ljubo (Jaklići, Šćit, 2. listopada 1931. – Zagreb, 1995.). Pisac i novinar.
- Lucić, Mladen (Bosanski Šamac, 1958.). Pjesnik.
- Lučić, Antun (Bugojno, 13. lipnja 1958.). Pjesnik, prozni pisac, književni kritičar.
- Lujić, Božo (Osječak, Odžak, 11. studenoga 1946.). Esejist i putopisac.
- Lukač, Dragan (Bosanski Šamac, 16. listopada 1956.). Pisac.
- Lukač, Mara (Liskovača, Tomislav Grad, 15. rujna 1943.). Pjesnikinja.
- Lukenda, Marko (Barlovci, Banja Luka, 27. svibnja 1946.). Romanopisac, književni kritičar, jezikoslovac.
- Lukić, Darko (Sarajevo, 8. rujna 1962.). Pripovjedač, romanopisac, esejist, dramski pisac i teatrolog.
- Lukić, Vitomir (Zelenika, Herceg Novi, 24. rujna 1929. – Sarajevo, 30. svibnja 1991.). Pripovjedač, romanopisac, esejist, putopisac, književni i likovni kritičar.